# Kommunar (rejon biełowski)
Kommunar (ros. Коммунар) – osiedle typu miejskiego w zachodniej Rosji, centrum administracyjne sielsowietu kommunarowskiego rejonu biełowskiego w obwodzie kurskim.

## Historia
Obecne osiedle powstało w 1966 roku w wyniku połączenia kombinatu cukrowego Kommunar z sowchozem Kommunar.

## Geografia
Wieś położona jest nad rzeką Koroczka (dopływ Psioła), 11 km od centrum administracyjnego Biełaja i 73 km od Kurska.
W granicach osiedla znajdują się ulice: Stroitielej, Mołodiożnaja, Sadowaja, Szkolnaja, Żeleznodorożnaja, Dorożnaja, Kommunarskaja, Parkowaja).

## Demografia
W 2010 r. miejscowość zamieszkiwały 1163 osoby.